# Горський Врх
Горський Врх (словен. Gorski Vrh) — мале розпорошене поселення в общині Толмин, Регіон Горишка, Словенія. Висота над рівнем моря: 862,5 м.